# Второе Красное
Второе Красное — упразднённый посёлок в Новосергиевском районе Оренбургской области. На момент упразднения входил в состав сельского поселения Хуторской сельсовет. Исключен из учётных данных в 1997 году.

## География
Располагался в истоке реки Красная, на расстоянии, примерно, 7,5 километров к североо-западу от села Хуторка.

## История
По данным на 1931 год посёлок II Красный состоял из 95 хозяйств. В административном отношении являлся центром II Красного сельсовета Сорочинского района Средневолжского края.
По данным на 1939 год посёлок Красный 2-й входил в состав Васильевского сельсовета Ново-Сергиевского района. В посёлке действовал колхоз «Новая жизнь».
Фактически перестал существовать в 1980-е годы. В справочнике «Административно-территориальное деление за 1990 г.» посёлок не упоминается.
Постановление Законодательного Собрания Оренбургской области от 29 декабря 1997 г. посёлок исключен из учётных данных.

## Население
По данным на 1930 год в посёлке проживало 442 человек, основное население — русские.